# Miami Open 2022
Miami Open 2022 — тенісний турнір, що проходив на кортах з твердим покриттям у місті Маямі-Гарденс, США з 21 березня 
 28 березня. Належав до категорій ATP Masters 1000 та WTA 1000.

## Фінальна частина

### Чоловіки, одиночний розряд
Карлос Алькарас —  Каспер Рууд 7–5, 6–4

### Жінки, одиночний розряд
Іга Свьонтек —  Наомі Осака 6–4, 6–0

### Чоловіки, парний розряд
Губерт Гуркач /  Джон Ізнер —  Веслі Колгоф /  Ніл Скупскі 7–6(7–5), 6–4

### Жінки, парний розряд
Лаура Зігемунд /   Віра Звонарьова —   Вероніка Кудерметова /  Елісе Мертенс 7–6(7–3), 7–5